# Bain de sang de Kalmar (1505)

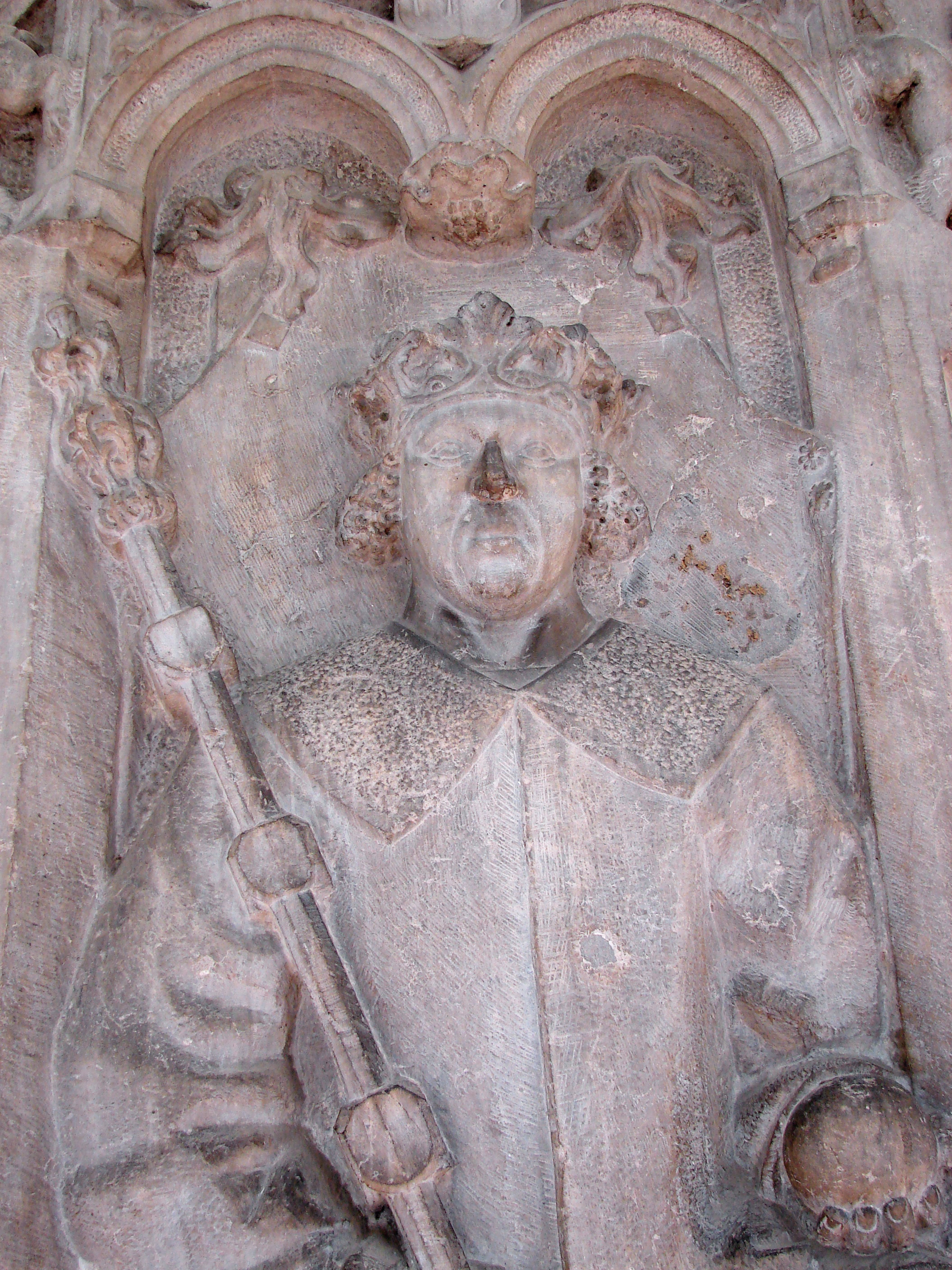
Sculpture de Jean 1er, Roi du Danemark qui a ordonné ce massacre.

Le bain de sang de Kalmar (suédois : Kalmar blodbad) est l'exécution à motivation politique qui a eu lieu à Kalmar, en Suède, en juillet 1505. Les exécutions publiques comprenaient celle du maire de Kalmar, des conseillers de la ville et d'un certain nombre des principaux bourgeois de Kalmar par Jean (roi du Danemark), en représailles d'avoir aidé les Suédois à reprendre la ville de Kalmar aux Danois en 1503.

## Contexte
En 1501, Jean qui était également roi de Suède depuis quatre ans, fut destitué par la noblesse suédoise qui rétablit Sten Sture le Vieil. En mai 1504, la paix est conclue entre la Suède et le Danemark à condition qu'une réunion des riksråds suédois, danois et norvégiens ait lieu à Kalmar en juillet 1505. Le moment venu, la situation en Suède est instable et les Suédois annulent la réunion. 

## Déroulement
Le roi Jean ne l'a pas accepté et s'est rendu à Kalmar avec les riksråds danois et norvégien. Là, il a réuni un tribunal et jugé les nobles suédois Svante Nilsson (régent de Suède), Nils Klausson, Sten Kristersson, Trotte Månsson, Erik Turesson, Åke Hansson, Erik Johansson Vasa, Tönne Eriksson et Peder Turesson à la confiscation et à l'emprisonnement pour Lèse-majesté. Pour démontrer son pouvoir, il fit arrêter et exécuter les principaux citoyens de Kalmar pour avoir pris le parti des Suédois.